# Lee Dong-gyeong
Dong-gyeong Lee (이동경?, 李東炅?; Seul, 20 settembre 1997) è un calciatore sudcoreano, centrocampista del Sangmu in prestito dall'Ulsan HD e della nazionale sudcoreana.

## Caratteristiche tecniche
È un trequartista.

## Carriera
Il 5 settembre 2019 ha esordito con la nazionale sudcoreana disputando l'amichevole pareggiata 2-2 contro la Georgia.

## Statistiche

### Cronologia presenze e reti in nazionale
| Cronologia completa delle presenze e delle reti in nazionale ― Corea del Sud | Cronologia completa delle presenze e delle reti in nazionale ― Corea del Sud | Cronologia completa delle presenze e delle reti in nazionale ― Corea del Sud | Cronologia completa delle presenze e delle reti in nazionale ― Corea del Sud | Cronologia completa delle presenze e delle reti in nazionale ― Corea del Sud | Cronologia completa delle presenze e delle reti in nazionale ― Corea del Sud | Cronologia completa delle presenze e delle reti in nazionale ― Corea del Sud | Cronologia completa delle presenze e delle reti in nazionale ― Corea del Sud |
| Data                                                                         | Città                                                                        | In casa                                                                      | Risultato                                                                    | Ospiti                                                                       | Competizione                                                                 | Reti                                                                         | Note                                                                         |
| ---------------------------------------------------------------------------- | ---------------------------------------------------------------------------- | ---------------------------------------------------------------------------- | ---------------------------------------------------------------------------- | ---------------------------------------------------------------------------- | ---------------------------------------------------------------------------- | ---------------------------------------------------------------------------- | ---------------------------------------------------------------------------- |
| 5-9-2019                                                                     | Istanbul                                                                     | Corea del Sud                                                                | 2 – 2                                                                        | Georgia                                                                      | Amichevole                                                                   | -                                                                            | 61’                                                                          |
| 10-10-2019                                                                   | Hwaseong                                                                     | Corea del Sud                                                                | 8 – 0                                                                        | Sri Lanka                                                                    | Qual. Mondiali 2022                                                          | -                                                                            | 76’                                                                          |
| 25-3-2021                                                                    | Yokohama                                                                     | Giappone                                                                     | 3 – 0                                                                        | Corea del Sud                                                                | Amichevole                                                                   | -                                                                            | 76’                                                                          |
| 9-6-2021                                                                     | Goyang                                                                       | Corea del Sud                                                                | 5 – 0                                                                        | Sri Lanka                                                                    | Qual. Mondiali 2022                                                          | 1                                                                            |                                                                              |
| 7-9-2021                                                                     | Suwon                                                                        | Corea del Sud                                                                | 1 – 0                                                                        | Libano                                                                       | Qual. Mondiali 2022                                                          | -                                                                            | 58’                                                                          |
| 12-10-2021                                                                   | Teheran                                                                      | Iran                                                                         | 1 – 1                                                                        | Corea del Sud                                                                | Qual. Mondiali 2022                                                          | -                                                                            | 82’                                                                          |
| 15-1-2022                                                                    | Aksu                                                                         | Islanda                                                                      | 1 – 5                                                                        | Corea del Sud                                                                | Amichevole                                                                   | -                                                                            |                                                                              |
| 7-9-2023                                                                     | Cardiff                                                                      | Galles                                                                       | 0 – 0                                                                        | Corea del Sud                                                                | Amichevole                                                                   | -                                                                            | 84’                                                                          |
| 5-9-2024                                                                     | Seul                                                                         | Corea del Sud                                                                | 0 – 0                                                                        | Palestina                                                                    | Qual. Mondiali 2026                                                          | -                                                                            | 86’                                                                          |
| 25-3-2025                                                                    | Suwon                                                                        | Corea del Sud                                                                | 1 – 1                                                                        | Giordania                                                                    | Qual. Mondiali 2026                                                          | -                                                                            | 46’                                                                          |
| 7-7-2025                                                                     | Yongin                                                                       | Corea del Sud                                                                | 3 – 0                                                                        | Cina                                                                         | Coppa dell'Asia orientale 2025                                               | 1                                                                            |                                                                              |
| Totale                                                                       |                                                                              | Presenze                                                                     | 11                                                                           |                                                                              | Reti                                                                         | 2                                                                            |                                                                              |

## Palmarès

### Club

#### Competizioni nazionali
- K League 1: 1

Ulsan Hyundai: 2023

#### Competizioni internazionali
- AFC Champions League: 1

Ulsan Hyundai: 2020

### Nazionale
- Coppa d'Asia Under-23: 1

2020